# Chiesa di Santa Maria Assunta (Atina)
La concattedrale di Santa Maria Assunta denominata anche Parrocchiale dell'Assunta o Cattedrale di Santa Maria Assunta, è una chiesa di Atina, in provincia di Frosinone che si trova in Piazza Guglielmo Marconi.

## Storia
Sorge sul luogo della primitiva cattedrale paleocristiana edificata, secondo la tradizione, sui resti del tempio di Saturno dal vescovo Leone.
L’edificio chiesastico, inizialmente di modeste dimensioni, appare per la prima volta nei documenti storici con il titolo di S. Giovanni “de muro de media”, come attesta il “Privilegio” di Innocenzo III del 1208.
Distrutta nel 1349, la troviamo quasi ricostruita nel 1405. In relazione al progressivo abbandono di Santa Maria, sul Colle della Torre e alla crescita demografica, la chiesa di San Giovanni dovette essere ampliata a più riprese, ma con difficoltà, perché si ingrandiva sulle fondamenta delle case vicine.
Nel 1514 si ebbe il primo notevole ampliamento verso sud. Altri ampliamenti si verificarono verso la fine del XVI sec. e all'inizio del XVII. sec. Nel 1722 la chiesa risulta con il nuovo titolo di Santa Maria Assunta.
Al 1725 risale il restauro della chiesa con il rifacimento della facciata la cui data appare incisa sul portale di ingresso.
Nel tempo, vi furono altri interventi, ma non influirono sulla lettura stilistica dell'edificio, che aveva ormai assunto una compiuta forma, semmai si arricchì di suppellettili ed opere d'arte di sicuro valore.

## La chiesa
L'attuale veste architettonica fu determinata da interventi strutturali iniziati nel 1725 e terminati nel 1746.
Nella facciata, si impone lo stile barocco individuabile nell'andamento curvilineo, nei cornicioni fortemente aggettanti, nel civettuolo balcone centrale al primo piano, nelle volute che incorniciano la nicchia di San Giovanni e in quelle che sovrastano le torri; tutto questo, però, non ne inficia la severa e possente struttura e la monumentalità dovuta ai nitidi e geometrici spazi, scanditi con forza da lesene e cornici.
Anche il materiale usato (blocchetti e mattoncini) accentua la concretezza di un'architettura di grande respiro, non dimentica delle sue antiche origini, e in armonia con il Palazzo Ducale che le sta di fronte.

L'interno, prevalentemente settecentesco, è a tre navate e quella centrale, più ampia e lunga, genera un'abside rettangolare. Le campate, a metà edificio, cambiano dimensioni e gli spazi diventano più ampi e luminosi. Sul transetto, un'ampia ed alta cupola con lanterna, ha sostituito il vecchio tiburio esagonale, distrutto durante gli ultimi eventi bellici.
Corredo pregiato della Cattedrale sono tre opere pittoriche di Luigi Velpi; una tela di anonimo raffigurante il Cenacolo e un olio di grandi dimensioni, molto dignitoso, raffigurante l'Assunzione della Madonna, sulla parete di fondo a sud, dietro l'altare.
Luigi Velpi eseguì la "Gloria di San Marco" (altare di Santa Anna e Gioacchino) nel 1768 e la "Consacrazione" e il "Martirio di San Marco" (cappella del SS. Sacramento) nel 1769.
L'artista apparteneva alla corrente napoletana, che faceva capo a Francesco Solimena. Le strutture delle opere sono rigorose e possenti, vere architetture percorse da luci e colori molto sensibili e costituiscono uno dei momenti di maggiore vena dell'artista. Il risultato che il Velpi raggiunge in queste opere è costituito dall'espressività tra i personaggi e dall'esaltazione dell'equilibrio nei rapporti tra piani, luce e colore.
Il "Cenacolo" della cappella del SS. Sacramento suscita molto interesse per la sua singolarità, che trova l'apice negli atteggiamenti delle figure che sono al di qua del tavolo. I personaggi vengono colti nel momento della predizione del tradimento e sono percorsi da meraviglia e sdegno. Nonostante l'ambiente descritto non sia del tutto estraneo alla più famosa opera di Leonardo, ripetendone alcuni motivi, mette comunque in evidenza una personalità forte e sicura.
"L'Assunzione di Maria Vergine" di Teodoro Mancini (artista atinate), evidenzia una personalità dotta, dotata di una plasticità che rende le figure nel senso scultoreo.
Meritano l'interesse del visitatore anche gli affreschi di Vicenza Galloppi, eseguiti nel 1904, dotati di momenti di alto livello artistico, come nella "Incoronazione della Vergine" nella volta dell'abside.
Degno di nota è, infine, il Battistero (all'inizio della navata di sinistra), opera lignea di grande spessore eseguita da artigiani napoletani nel 1750.